# Uniform Machine Gun Act
La Uniform Machine Gun Act fue redactada y publicada por la Conferencia Nacional de Comisionados de Leyes Estatales Uniformes. Maryland (1939), Dakota del Sur (1939), Arkansas (1947), Montana (1947), Wisconsin (1947), Connecticut (1947), y Virginia (1950) adoptaron el acta como ley.